# Каријера Александре Радовић као студијског музичара
Пре него што је објавила први албум српска поп певачица Александра Радовић је од 1998. до 2002. године радила као студијски музичар. Снимила је доста џинглова, музичких шпица и тв музикалија за ТВ Пинк, заједно са поп певачом Ненадом Цвијетићем, затим певала пратеће вокале многим певачима, али и снимила целе песме и један албум, који су објављени као дело других певачица "отварачица уста" које заправо нису певале, али су представљане као вокали група или албума. То је био случај са групом Добар лош зао за коју је отпевала неколико песама, али и за певачицу Јелену "Барбарелу", чији је цели албум отпевала управо Александра Радовић (потписана на диску као Александра Николић).

## Списак песама и албума где је Александра комплетан вокал
- Барбарела  - Барбарела (албум, 1999, Сити Рекордс)
- песме Само ти, Самба балканеро, Без тебе, Ходам по облацима на албуму Ко мариачи групе Добар лош зао

## Списак албума на којима је певала пратеће вокале
- Симпатија - Мирослав Ковачевић (1998, ПГП РТС)
- Коктел - Коктел бенд (1999, Зам)
- Крени крени - Експлозив (2001, Гранд продакшн)
- Кафано - албум Мире Шкорић (2001, Гранд продакшн)
- Пази се - Коктел бенд (2001, БК Саунд)
- Поцрнела бурма - Индира Радић (2002, Гранд продакшн)
- Безусловна предаја - Ноћ и дан (2002, БК Саунд)
- Рени - Рени (2003, Гранд продакшн)
- Ах туго, туго - Елма Синановић (2003, Гранд продакшн)
- Горе од љубави - Цеца (2004)
- Бунда од нерца - Тина Ивановић (2004)
- Олуја - Сузана Манчић (2004)
- Денис и обуле албум (2004, Сити Рекордс)
- Кратак спој - Лили (2005, ВИП продукција)
- Љуби ме ил уби - Елена Тодоровић (2005)
- Одужи ми се пољупцима - Неда Украден (2006, Гранд)
- Опрости мојој младости - Никола Роквић (2006)

## Песме у којима је Александра певала пратеће вокале[4]
- Да си ти мене - Добар лош зао (1999)
- Као као - Ђогани (2001)
- Потонуо сам скроз - Баки Б3 (2001)
- Дечко ти си луд - Наташа Беквалац (2001)
- Руке ми дај - Иван Гавриловић (2001)
- Ти да платиш - Маја Николић (2001)[5]
- Следећа - Леонтина (2001)
- Плакаћеш ко жена - Јеллена (2001)
- Плачите - Маја Николић (2001)
- Понекад - Ђогани (2001)
- Ти и ја - Оливер Стоиљковић (2001)
- Дукати - Оливер Стоиљковић (2001)
- Буди ми вода - Сергеј Ћетковић (2002)
- На одређено - Слађа Делибашић (2002)
- Пусти ме - Слађа Делибашић (2002)
- Леђа на леђа - Тијана Дапчевић (2002)
- Милена, мајко - Ружица Чавић (2002)
- За додир твоји усана - Јеллена (2002)
- Злочин - Коктел бенд (2002)
- Све ове године - Јелена Јевремовић (2002)
- Сада је стварно крај - Наташа Беквалац (2002)
- Харем - Бранка Блек Роуз (2002)
- Из почетка, из ината - Гоца Тржан (2002)
- Побиједила си ти - Кнез (2002)
- Изгуби срце - Коктел бенд (2002)
- Песма љубави - Микан Козомара и Гога Секулић (2002)
- Бити ил не бити - Здравко Чолић (2002)
- Сама - Ђогани (2003)
- Мени добра си - Жељко Шашић (2003)
- Од пораза до победе - Мира Шкорић (2003)
- Илузија - Елена (2003)
- Чија си - Тоше Проески (2003)
- Сањам - Лепа Брена (2003)
- Нема разлога - Бојана Драшковић (2003)
- Ана Марија - Дадо Полумента (2004)
- Љубав - Негатив (2004)
- Дођи и остани - Ацо Пејовић (2004)
- За сваки додир твој - Андријана Божовић (2004)
- Не могу да ти опростим - Сергеј Ћетковић (2004)
- Добро и зло - Мари Мари (2004)
- Ти и твоја хаљина - Жељко Самарџић (2004)
- Леђа о леђа - Жељко Јоксимовић (2004)
- Одлазим - Ивана Поповић (2004)
- Сад или никад - Аница Миленковић (2004)
- Мирис недеље - Ђогани (2004)
- Замисли - Леонтина (2004)
- Од 1 до 10 - Ђогани (2004)
- Свашта ми се десило -  Ноћ и дан (2004)
- Супермен - Дино Мерлин (2004)
- Крио сам - Бојан Маровић (2004)
- Боља нека победи - Слађана Иванишевић (2004)
- Ниси у праву - Јелена Карлеуша (2005)
- 200/150 - Ђогани (2005)
- Проклета била - Сергеј Ћетковић (2005)
- Узалуд - Јелена Радовић (2005)
- Навика -  Кнез (2005)
- Нећу - Дарко Радовановић (2005)
- Кажи сестро - Викторија (2005)
- Жена без прошлости - Романа Панић (2006)
- Ментол бомбона - јелена Радовић (2006)
- Луда сам - Трио пасаж (2006)
- Да ти се дланови заледе - Мари Мари (2006)
- Није више твоја ствар - Емина Јаховић (2006)
- Прстен на сто - Сергеј Ћетковић (2007)
- Не веруј - Ђогани (2007)
- 100 срца - Баки Б3 (2007)
- Лудујем - Слађана Иванишевић (2007)
- Опијум - Александра Перовић (2007)
- Тамо где ниси ти - Лејла (2007)
- Казино - Јелена Карлеуша (2008)
- Забрањена зона - Мис Светлана (2009)[6]
- Зато крадем - Милиграм (2009)
- Хиљаду суза - Ђогани (2009)
- Соло - Милан Станковић (2009)
- Реци сад - Александра Радосавњевић (2010)
- Реци не или да - Владо Георгиев (2013)
- Весела песма - Бане Лалић и МВП (2015)
- Ако те заборавим - Сергеј Ћетковић (2018)